# Jean Le Jeune
Jean Le Jeune, oder Jean Le Josne, (* 1410 in Amiens; † 9. September 1451 in Rom) war ein französischer Kardinal. Er war nacheinander Bischof von Mâcon, Amiens, Couserans und Thérouanne und später päpstlicher Legat.

## Leben

### Herkunft
Jean Le Jeune war der Sohn von Robert Le Jeune, einem gebürtigen Arraser von bescheidener Herkunft, der 1390 in den Dienst von Jacques Petit, einem Domherrn des Domkapitels von Amiens, trat. Nachdem dieser seine intellektuellen Fähigkeiten bemerkt hatte, schickte er ihn zum Jurastudium nach Paris. Er kehrte 1410 nach Amiens zurück und wurde 1418 Vogt des Bistums. Nachdem er sich auf die Seite des Herzogs von Burgund geschlagen hatte, wurde Robert der Jüngere Vogt von Amiens und brachte seinen Sohn Jean dazu, die kirchliche Laufbahn einzuschlagen.

### Kirchliche Laufbahn
Jean Le Jeune machte seinen Abschluss als Doctor iuris utriusque an der Universität von Nantes. 1424 wurde er Kanoniker des Domkapitels von Amiens, dann Rektor der römischen Universität und Dekan der Kathedrale von Nantes, bevor er am 10. Januar 1431 zum Bischof von Mâcon gewählt wurde. Am 13. Juli 1433 wurde er Bischof von Amiens, doch 1436 wurde er in die Diözese Couserans (Saint-Lizier) versetzt und schließlich von 1436 bis 1451 in die Diözese Thérouanne.
Am 22. September 1435 war er bei der Unterzeichnung des Vertrags von Arras anwesend, der den König von Frankreich und den Herzog von Burgund versöhnte und dem Herzog von Burgund die Städte an der Somme zusprach.
Im Jahr 1438 nahm Jean Le Jeune als Botschafter des Herzogs von Burgund am Konzil von Ferrara/Florenz teil.
Papst Eugen IV. kreierte ihn beim Konsistorium am 18. Dezember 1439 zum Kardinal, ernannte ihn zum Kardinalpriester und wies ihm am 8. Januar 1440 die Titelkirche von Santa Prassede zu. Um 1441 entschied sich Le Jeune für die Titelkirche San Lorenzo in Lucina. Kardinal Le Jeune nahm am Konklave von 1447 teil, bei dem Nikolaus V. zum Papst gewählt wurde. Er wurde zum Legaten in Mailand, der Lombardei und Ferrara ernannt.
Er starb am 9. September 1451 in Rom, man vermutete eine Vergiftung, und in der Basilika von San Lorenzo in Lucina beigesetzt.